# Kampahesvara-Tempel

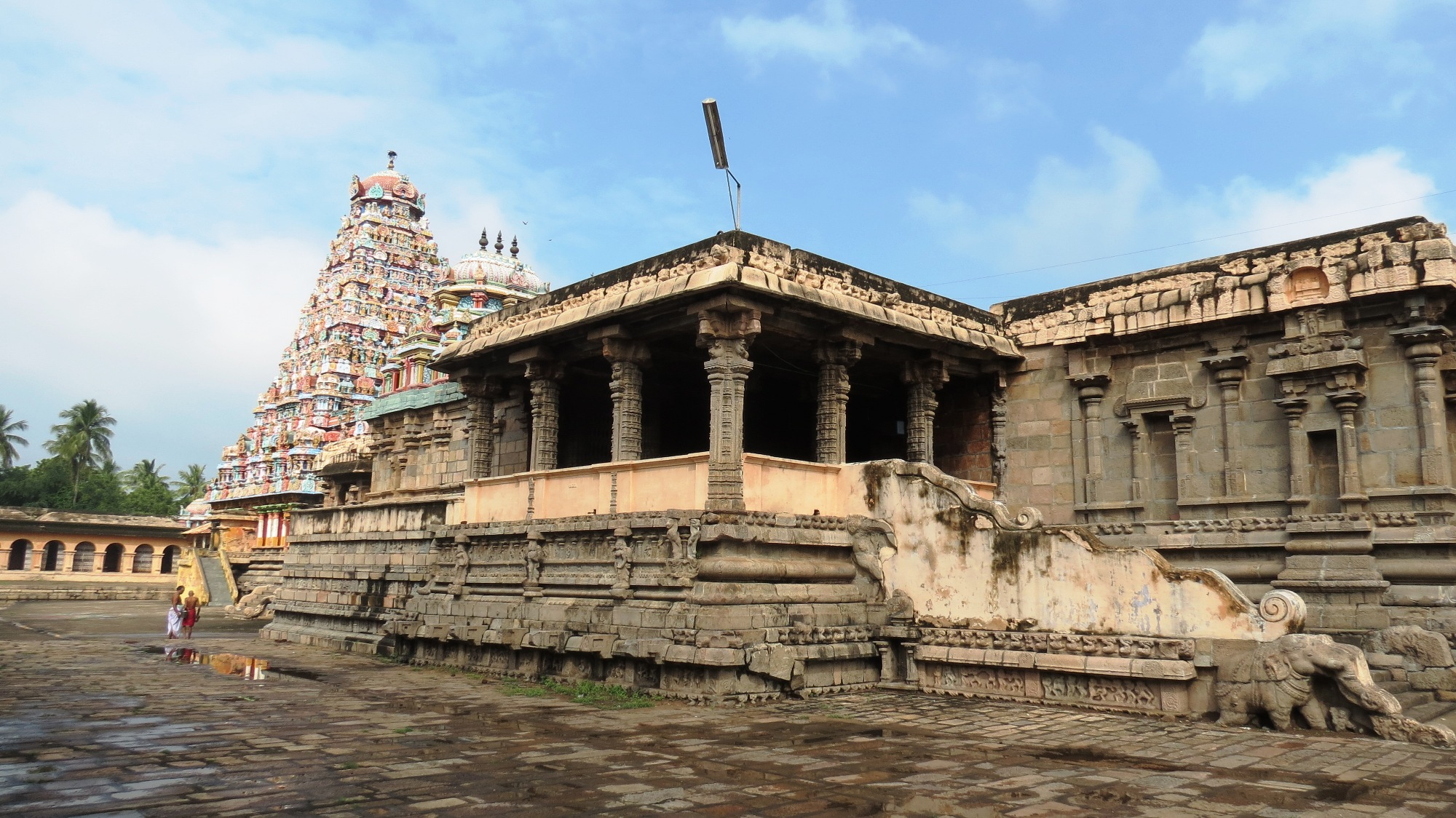
Kampahesvara-Tempel

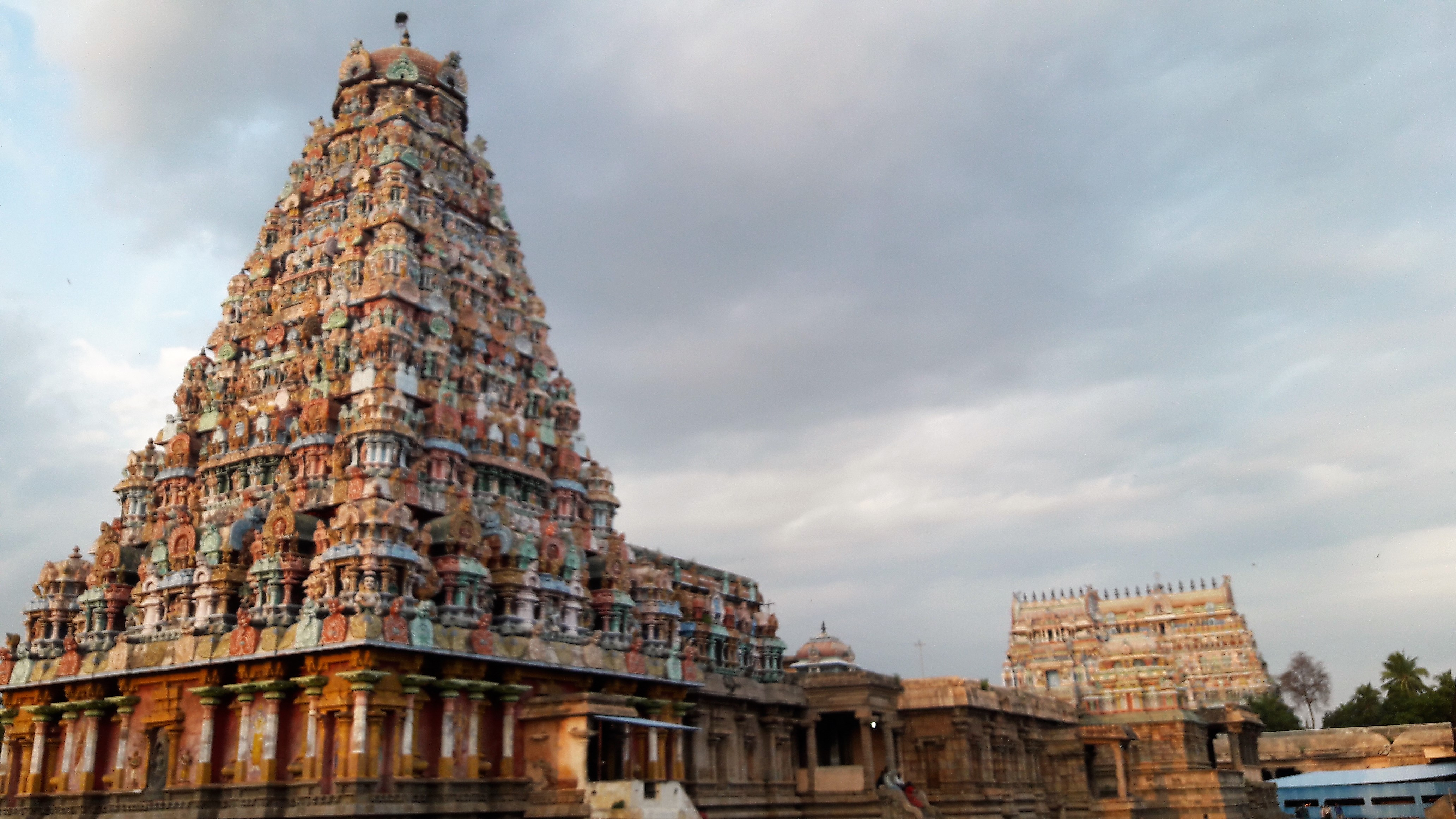
Kampahesvara-Tempel

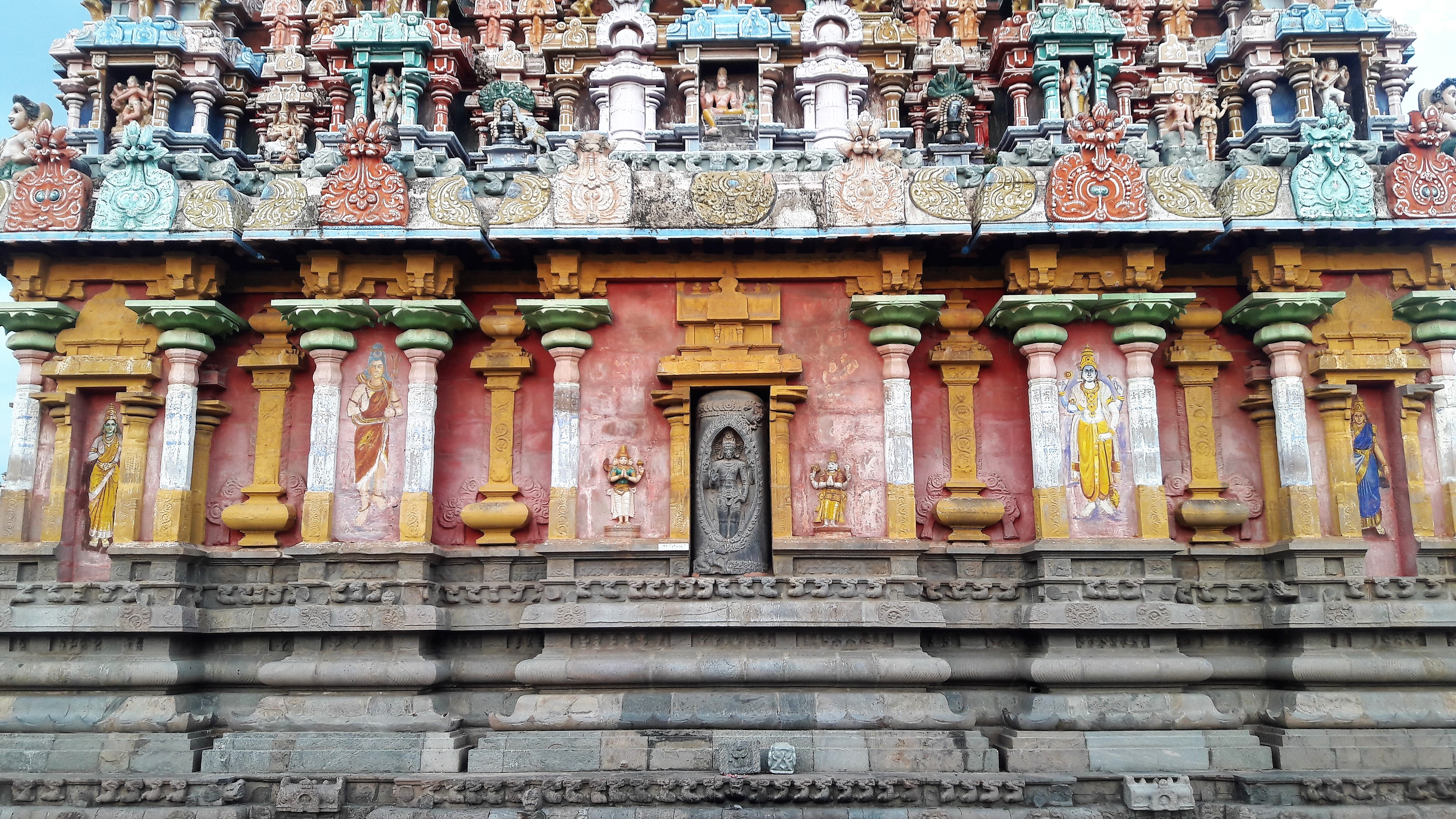
Rückseite des Tempels mit offenem Shiva-Lingam

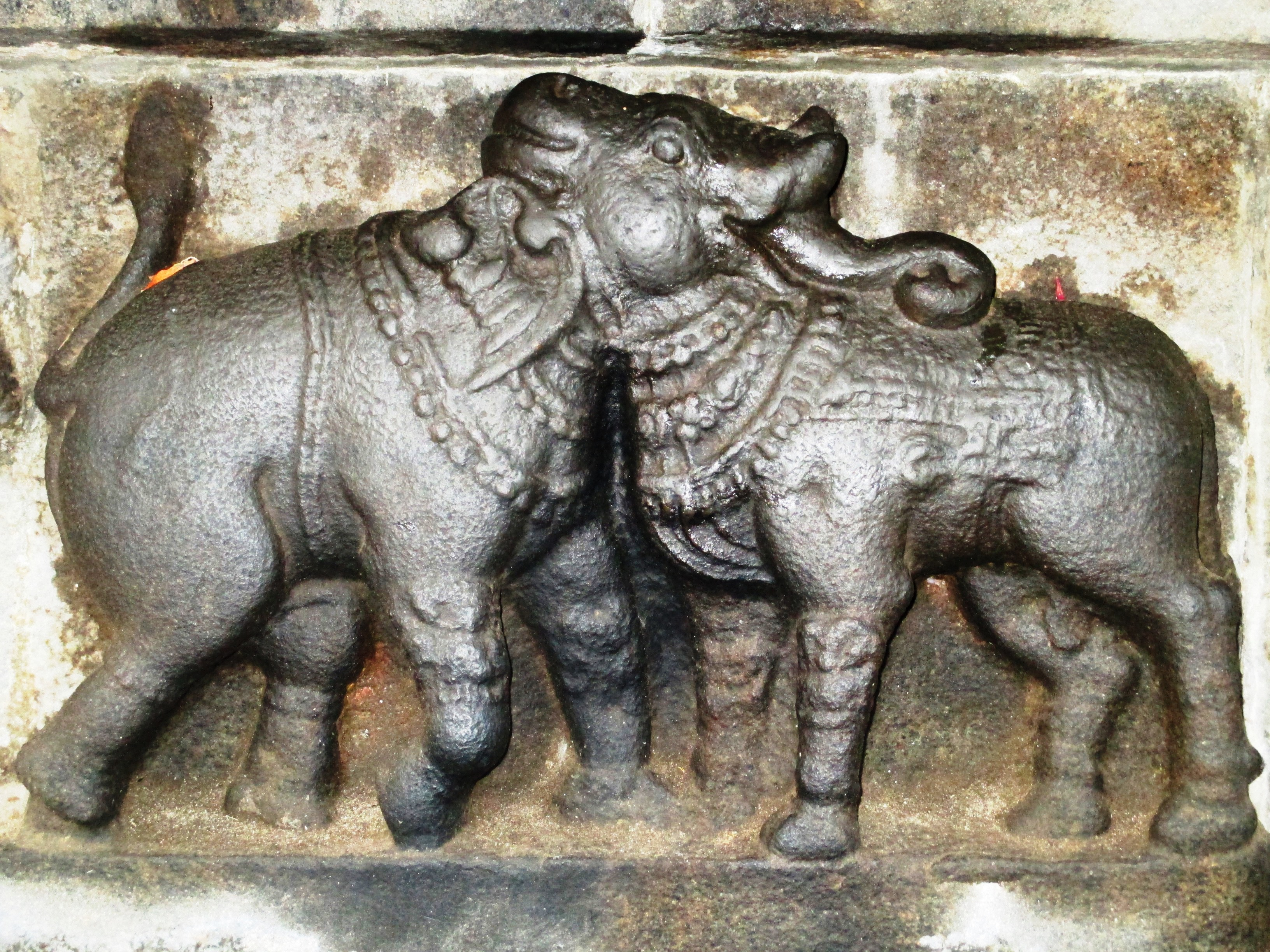
Elefant und Bulle im Kampf

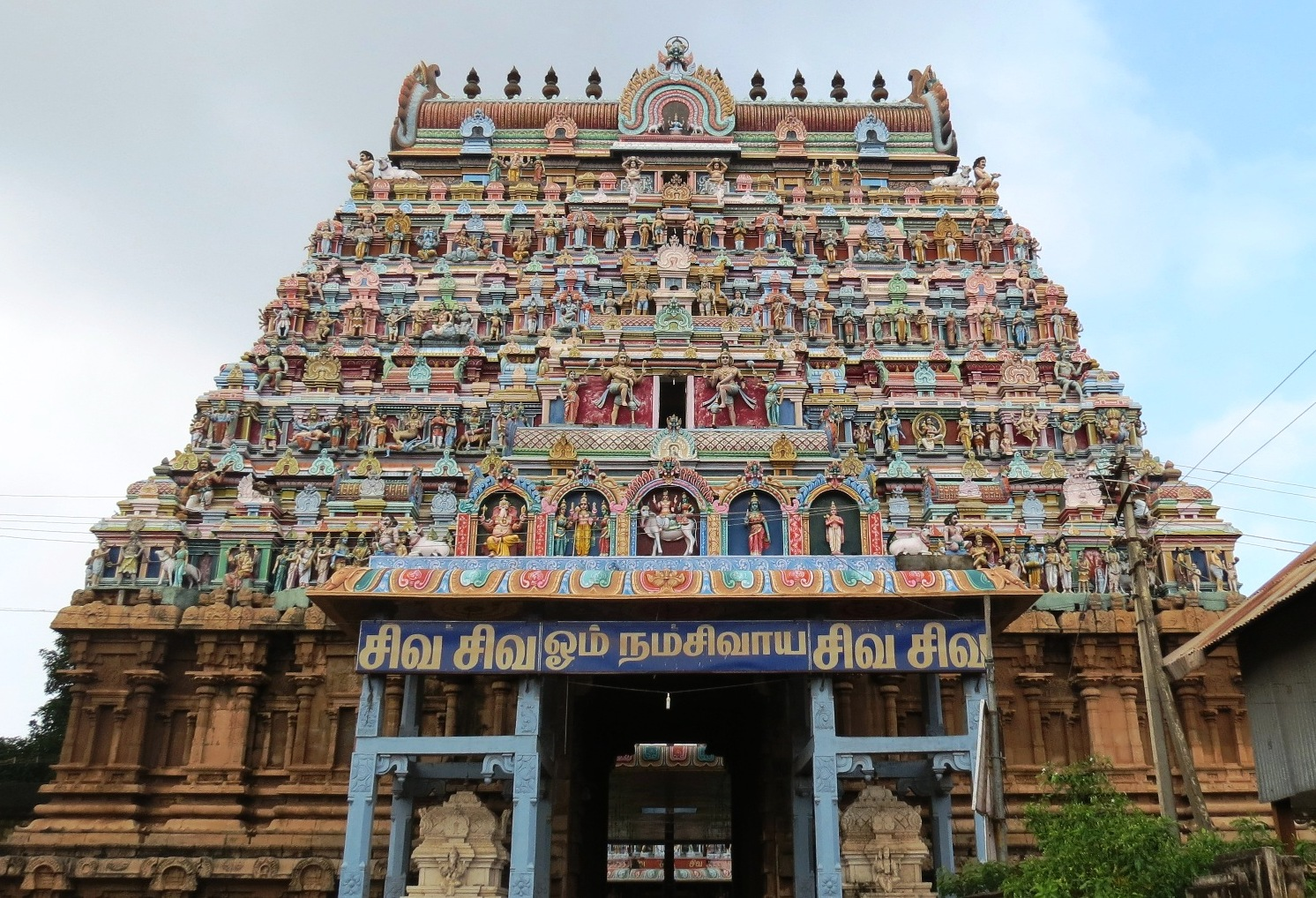
Torturm (gopuram)

Der Kampahesvara-Tempel oder Kampaharesvara-Tempel in der Stadt Tirubuvanam im Distrikt Thanjavur im südindischen Bundesstaat Tamil Nadu ist – obwohl er nicht zu den zum UNESCO-Weltkulturerbe der Großen Tempel der Chola-Dynastie gezählt wird – der bedeutendste Tempel aus der Spätzeit der Dynastie.

## Lage
Der dem Hindu-Gott Shiva geweihte Tempel liegt im Zentrum der in einer Höhe von knapp 30 m am Fluss Kaveri gelegenen und etwa 20.000 Einwohner zählenden Stadt Tirubuvanam. Nächstgelegene Großstadt ist das ca. 8 km südwestlich gelegene  Kumbakonam.

## Geschichte
Gemäß einer Inschrift wurde der Tempel – nach einem erfolgreichen Feldzug im Norden seines Reiches – von König Kulothunga Chola III. (reg. 1178–1218) in Auftrag gegeben und finanziert. Zumeist wird ein Entstehungszeitraum um 1200 genannt.

## Architektur
Der mit seinem Eingang nach Osten ausgerichtete Kampaharesvara-Tempel ist – wie viele große Tempel in Südindien – von einer Mauer umgeben, die den „heiligen“ Tempelbezirk (prakara) zur Außenwelt hin abgrenzt. Eine Umschreitung des Tempels (pradakshina) im Uhrzeigersinn ist auf dem mit Platten ausgelegten Boden möglich. Mehrere hintereinander liegende Vorräume (mandapas) führen zur eigentlichen fensterlosen und weitgehend karg gestalteten Cella (garbhagriha) im Innern des insgesamt knapp 30 m hohen pyramidalen, mehrfach abgestuften und in einer Scheinkuppel mit glückverheißendem kalasha-Aufsatz endenden Tempelturms (vimana). Dieser ist mit zahlreichen Götterfiguren und anderen Dekorelementen verziert; die bunte Bemalung dürfte – trotz wiederholter Restaurierung – in etwa dem ursprünglichen Zustand entsprechen. In der Mitte der Rückseite des Tempels befindet sich eine Darstellung Shivas in einem sich öffnenden Linga – gemeint ist eine „Feuersäule“, deren Anfang und Ende die beiden anderen Hochgötter Brahma und Vishnu nicht erkunden konnten, weshalb sie die Oberhoheit Shivas anerkennen mussten.

## Sarabha-Schrein
In einem Nebengebäude befindet sich eine der synkretistischen Gottheit Sarabha (oder auch Sarabeswara) geweihte Figur.

## Torturm
Der etwa  25 m hohe, aber in seinem Grundriss nicht pyramidale, sondern quergelagerte Torturm (gopuram) ist in ähnlicher Weise geschmückt wie der Tempelturm; er dürfte somit zur gleichen Zeit entstanden sein.